# Kupeornis
Kupeornis är ett fågelsläkte i familjen fnittertrastar inom ordningen tättingar. Släktet omfattar tre arter som förekommer lokalt i Centralafrika:
- Kupeskriktrast (K. gilberti)
- Rosthalsad skriktrast (K. rufocinctus)
- Kivuskriktrast (K. chapini)

Numera placeras dock arterna ofta i Turdoides efter DNA-studier.